# Isidor de Beirut
Isidor de Beirut (en llatí Isidorus, en grec Ἰσίδωρος) fou un jurista romà d'Orient.
Va dirigir la Constitutio Omnem, de Conceptione Digestorum el 533 a l'emperador Justinià I. Aquesta obra probablement seria un epítom del Codi de Justinià amb escolis. La Basilica, una obra jurídica de Lleó VI el Filòsof que incorpora un gran nombre de lleis i constitucions (codis) anteriors, inclou fragments de l'epítom, i els escolis s'haurien afegit com a comentaris.
Generalment se'l suposa mestre a Beirut i no a Constantinoble però no hi cap prova en aquest sentit. Diversos autors l'esmenten com un dels compiladors del Digest igualment sense cap prova documental i no figura entre els comissionats nomenats per l'emperador i probablement només va fer alguns afegits o comentaris a aquesta obra.